# ویگن قازاریان
ویگن هوهانسی قازاریان (ارمنی: Վիգեն Հովհաննեսի Ղազարյան؛  ۱۶ مارس ۱۹۴۳) یک هنرمند و دانشمند اهل ارمنستان است. وی از سال میلادی تاکنون مشغول فعالیت بوده است.

## زندگی‌نامه
وی در ۱۶ مارس ۱۹۴۳ در ایروان به دنیا آمد و از دانشگاه دولتی علوم پرورشی خاچاطور آبوویان ارمنستان (۱۹۶۵) فارغ‌التحصیل شد. وی عضو اتحادیه نقاشان ارمنستان و اتحادیه نویسندگان ارمنستان است. وی همچنین عضو مکاتبه‌ای فرهنگستان ملی علوم ارمنستان است. وی در آرمن‌پرس، دایرةالمعارف ارمنستان شوروی، نگارخانه ملی ارمنستان، انستیتو هنر، آکادمی دولتی هنرهای زیبای ارمنستان فعالیت کرده است. وی همچنین برندهٔ جوایزی همچون چهره فرهنگی شایسته جمهوری ارمنستان جایزه دولتی جمهوری ارمنستان مدال یادبود نخست‌وزیر ارمنستان شده است.

## یادداشت
1. ↑  Սիլվա Սահրադյան
2. ↑  Աստղիկ Ղազարյան, Ամելիա Ղազարյան
3. ↑  Հովհաննես Ղազարյան, Ամալյա Ղազարյան